# Berende, Sofia
Berende (în bulgară Беренде) este un sat în comuna Dragoman, regiunea Sofia,  Bulgaria.

## Demografie
Componența etnică a satului Berende
     Bulgari (42,42%)
     Nicio identificare (57,57%)
     Altele (0%)
La recensământul din 2011, populația satului Berende era de 33 locuitori. Nu există o etnie majoritară, locuitorii fiind  și bulgari (42,42%). Pentru 57,57% din locuitori nu este cunoscută apartenența etnică.